# Anna Barbara Walch-Künkelin

Carl von Häberlin: Die Weiber von Schorndorf, Öl auf Leinwand, 1866

Anna Barbara Walch-Künkelin (* 10. März 1651 in Leutkirch; † 20. November 1741 in Schorndorf) war Gattin des damaligen Bürgermeisters von Schorndorf und führte laut Überlieferung den Aufstand der Schorndorfer Weiber an, der im Jahr 1688 die Stadt vor der Übergabe an die Franzosen bewahrte.

## Leben

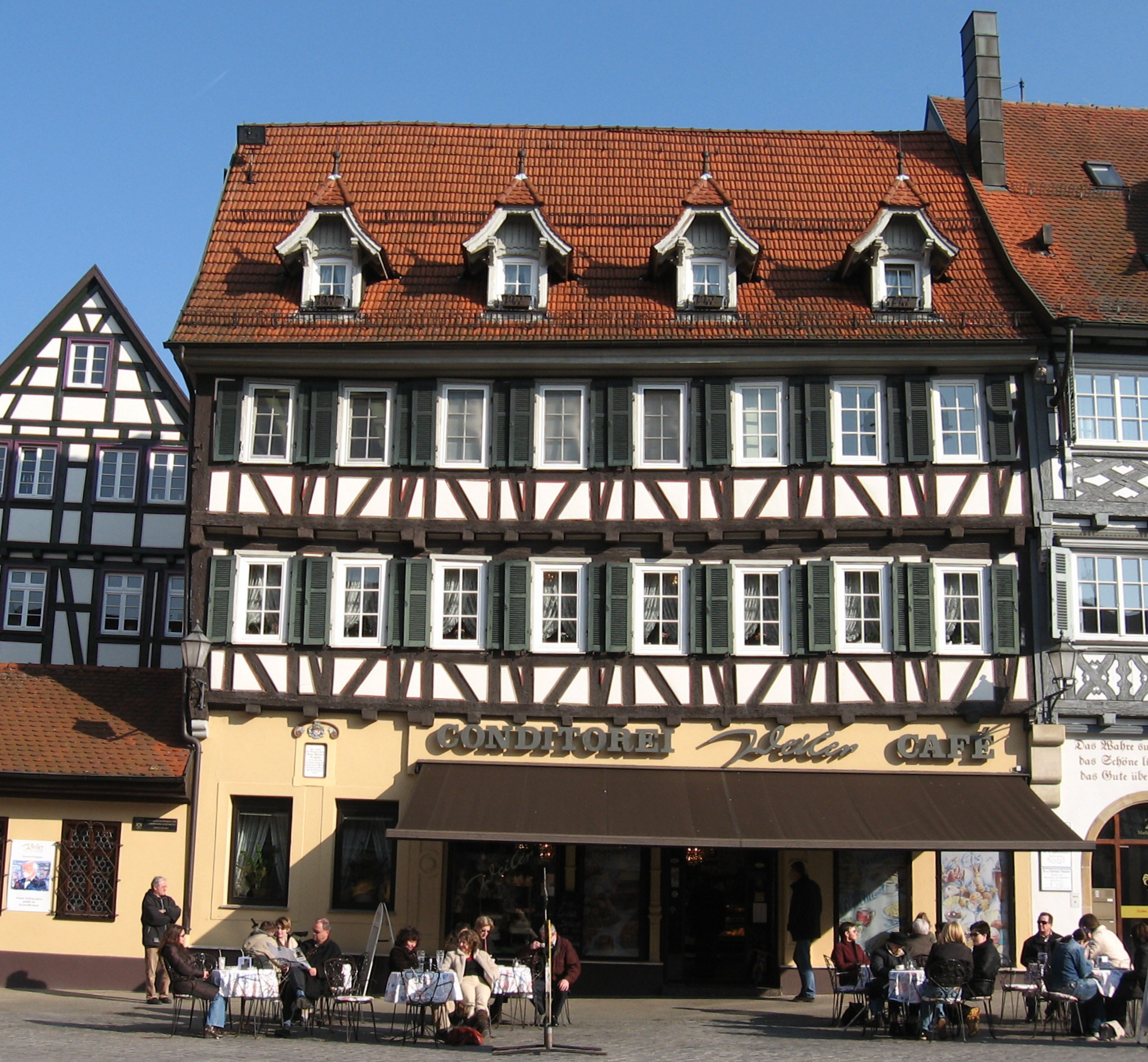
Wohnhaus von Barbara Künkelin in Schorndorf

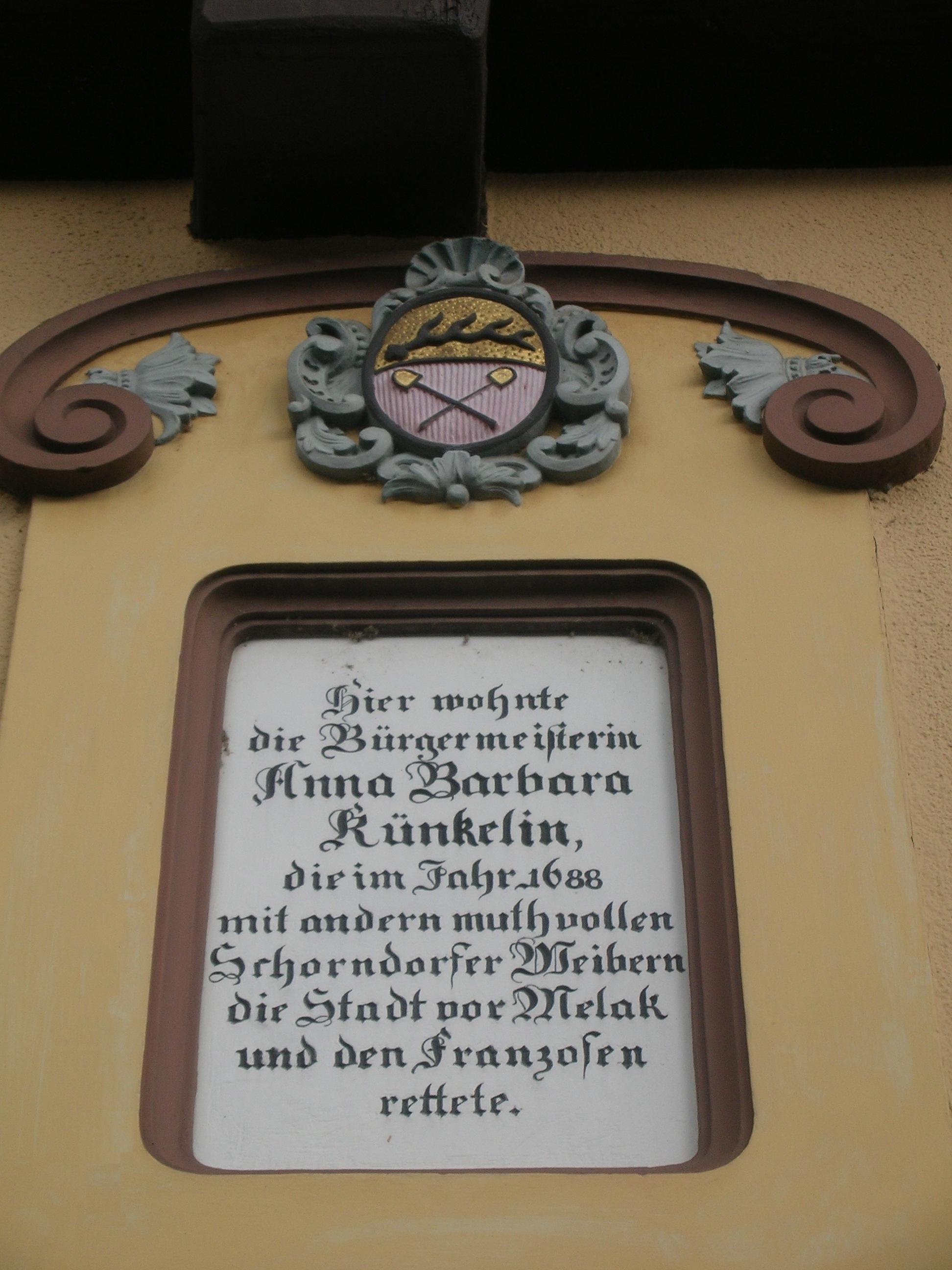
Inschrift am ehemaligen Wohnhaus der Barbara Künkelin

Anna Barbara Künkelin wurde am 10. März 1651 in Leutkirch als Anna Barbara Agricola geboren. Ab 1676 führte sie ihrem Onkel, einem Kaufmann und Bürgermeister in Augsburg, den Haushalt, bis sie im Jahr 1679 den Schorndorfer Metzger und Wirt Johann Heinrich Walch heiratete, der in Schorndorf das Amt des Bürgermeisters bekleidete. Er war fünfundzwanzig Jahre älter als Barbara und brachte aus seinen ersten beiden Ehen schon acht Kinder mit. Die Ehe mit Barbara blieb hingegen kinderlos.
Im Jahr 1688 hörte Anna Barbara Walch davon, dass die Feste Schorndorf statt Stuttgart dem französischen General Mélac übergeben werden sollte, der im Zuge des Pfälzischen Erbfolgekrieges in großen Teilen der Pfalz und Württemberg wütete. Darüber wurde in Schorndorf beraten. Barbara Walch wollte die Übergabe der Überlieferung nach jedoch nicht hinnehmen und rottete mit dem Stadtkommandanten Johann Günther Krummhaar die Frauen Schorndorfs zusammen, die das Rathaus stürmten und die Übergabe der Stadt verhinderten. Sie gingen als „Weiber von Schorndorf“ in die Geschichte ein.
Nachdem dann im Jahr 1689 ihr Ehemann Walch gestorben war, heiratete sie im selben Jahr, nur wenige Monate später, den Kaufmann Johann Georg Kün(c)kelin, der Amtsnachfolger ihres ersten Mannes war. Mit ihm bekam sie 1691 ihr einziges Kind, das aber schon nach fünf Monaten verstarb. Die Stammreihe der späteren Freiherren von Kinckel setzte Johann Georgs Sohn aus erster Ehe, Georg Thomas Künckelin (1680–1720), fort. Johann Georg Künkelin starb 1728, Anna Barbara Künkelin starb im Alter von 90 Jahren erblindet im November des Jahres 1741. Ihr Wohnhaus in Schorndorf befindet sich am historischen Marktplatz, direkt neben der Palmschen Apotheke.
In ihrem Testament verfügte sie eine Stiftung für Theologiestudenten in Tübingen, deren Eltern das Schorndorfer Bürgerrecht besaßen oder ein öffentliches Amt innehatten. Von diesem Stipendium profitierte unter anderem der Philosoph Friedrich Wilhelm Joseph Schelling, dessen Vater von 1791 bis 1801 in Schorndorf Dekan war.

## Wirkung
Anna Barbara Walch-Künkelin gilt als Anführerin der Weiber von Schorndorf und in der Stadt als Retterin und Heldin. Neben einer Straße und einer Schule trägt auch die wichtigste Veranstaltungshalle Schorndorfs ihren Namen, die Barbara-Künkelin-Halle. Des Weiteren gibt es Altstadtrundgänge, die von einer Darstellerin der historischen Barbara Künkelin geführt werden.

## Barbara-Künkelin-Preis
Am 3. Oktober 1983 wurde von Fritz Abele, einem Ehrenbürger der Stadt Schorndorf, der „Barbara-Künkelin-Preis“ gestiftet, eine Auszeichnung für Frauen, die durch ihre soziale Verantwortung oder ihren persönlichen Mut besonders hervortreten. Die drei tragenden Gedanken des Preises sind Heimatpflege, die Frage nach Vernunft in der Politik und die Rolle der Frau in Politik und Gesellschaft. Der Preis ist mit 5000 Euro dotiert und wird alle 2 Jahre verliehen. Die eigentlich für 2020 vorgesehene Verleihung verschob sich wegen der Coronapandemie auf 2021.
Preisträgerinnen waren bisher:
- 1984: Katharina Adler
- 1986: Ruth Braun
- 1988: Marie Marcks
- 1990: Bianca Brost (posthum)
- 1992: Dörte Klages
- 1994: Suzana Lipovac
- 1996: Gisela Mayer
- 1998: Heidi Gauch
- 2000: Andrea Laux
- 2002: Ingrid Staehle & Terre des Femmes
- 2004: Leni Breymaier & Qualitätsoffensive Brustkrebs
- 2006: Dagmar Konrad und fünf Nachfahrinnen von Missionsbräuten
- 2008: Serap Cileli
- 2010: Enja Riegel
- 2012: Ulla Lachauer
- 2014: Sina Trinkwalder
- 2016: Anja Reschke
- 2018: Sabine Constabel
- 2021: Dunja Hayali
- 2023: Lisa Federle
- 2025: Karin Eckstein[4]

## Ehrungen
- Künkelin-Rathaus in Schorndorf
- Künkelin-Grundschule in Schorndorf
- Barbara-Künkelin-Straße in Schorndorf
- Barbara-Künkelin-Halle in Schorndorf
- Barbara-Künkelin-Preis